# Grunt nośny
Grunt nośny – grunt budowlany, zewnętrzna warstwa (warstwy) skorupy ziemskiej, który może przejmować obciążenia od określonego obiektu budowlanego. Nośność gruntu (jako wartość liczbowa) jest zależna tylko od jego właściwości, natomiast określenie danego gruntu jako grunt (nie)nośny dla danego obiektu budowlanego wynika z porównania, czy ten grunt może przenieść obciążenie od fundamentów tego obiektu (grunt nośny), czy nie (grunt nienośny, grunt słaby). Zatem nie można mówić o gruntach nośnych (lub nienośnych) w ogólności a tylko w konkretnych analizowanych przypadkach; niemniej spotyka się w literaturze (np. w Dokumentacjach geotechnicznych itp.) ogólne określenia gruntów jako (nie)nośny i należy to rozumieć jako charakterystykę danego gruntu w odniesieniu do typowego wykorzystania (np. pod dom jednorodzinny lub kilkukondygnacyjny budynek mieszkalny wielorodzinny).
Badaniami gruntów i ich przydatności do celów budowlanych zajmuje się geotechnika (mechanika gruntów oraz gruntoznawstwo).